# Sunshine Coast Airport

i7
i11
i13
Der Sunshine Coast Airport (IATA-Code: MCY, ICAO-Code: YBSU) ist ein Flughafen an der australischen Sunshine Coast im Bundesstaat Queensland.

## Geschichte
1958 stellte die Regierung Queenslands das Gelände des heutigen Sunshine Coast Airport für den Bau einer Landebahn zur Verfügung. 1959 erfolgte auf der damaligen Graslandebahn die erste Probelandung. 1961 wurde eine asphaltierte Landebahn fertiggestellt. 1979 wurde zudem der Bau des Terminalgebäudes am Flughafen abgeschlossen.
Am 9. Februar 2017 wurde bekannt, dass das Sunshine Coast Regional Council einen Pachtvertrag über 99 Jahre mit Palisade Investment Partners abgeschlossen hat. Der neue Betreiber des Flughafens war bereits an mehreren Infrastrukturprojekten in Australien beteiligt und plant eine maßgebliche Erweiterung des Flughafens inklusive des Baus einer neuen Landebahn bis 2022. Mit diesen Maßnahmen soll dem schnellen Anstieg der Passagierzahlen Rechnung getragen werden und Kapazitäten für internationale Verbindungen geschaffen werden.

## Verbindungen
Vom Sunshine Coast Airport gibt es regelmäßig Verbindungen nach Sydney, Melbourne und Auckland. Seit dem Jahr 2012 besteht im Winter eine saisonale Verbindung ins neuseeländische Auckland, die von Air New Zealand in Kooperation mit Virgin Australia Airlines angeboten wird. Diese Verbindung war und ist die erste internationale Verbindung vom Sunshine Coast Airport, mit den Expansionsplänen des Flughafens sollen aber weitere hinzukommen.

## Passagierzahlen
Der Sunshine Coast Airport ist der mit Abstand am schnellsten wachsende Flughafen Australiens. Dabei profitiert er von seiner Lage an der Sunshine Coast, einer Region mit wirtschaftlichem Wachstum und zahlreichen Touristen. Mit einem Anstieg der Passagierzahlen um 14,4 % im Jahresvergleich wuchs der Sunshine Coast Airport 2016 deutlich schneller als alle anderen Flughäfen Australiens. Mit Virgin Australia Airlines, QantasLink und Jetstar Airways bauten sämtliche Fluggesellschaften mit dauerhaften Verbindungen am Sunshine Coast Airport ihre Kapazitäten aus. Auf der Route Sydney – Sunshine Coast stieg die Zahl der Passagiere 2018 um 9,7 % im Vergleich zu 2017 auf 612.500 Personen. Die Route Melbourne – Sunshine Coast wurde im Vergleich zum Vorjahr von 12,6 % mehr Passagieren genutzt, insgesamt von 515.800 im Jahr 2018. Damit zählte diese Verbindung zu denen mit dem stärksten Anstieg an Passagieren im nationalen Luftverkehr Australiens.